# Johnny Hiland
Johnny Hiland (Woodland, 1975) è un chitarrista country statunitense.
Una delle caratteristiche che più lo contraddistinguono è la sua versatilità, che gli permette di spaziare anche in altri generi musicali. È inoltre un polistrumentista in grado di suonare fino a ventidue strumenti, alcuni dei quali sono: violino, banjo, mandolino e basso.

## Biografia
Affetto da nistagmo (movimenti involontari degli occhi) fin dalla nascita, l'handicap non gli impedì di iniziare a suonare la chitarra a tre anni. La sua prima chitarra fu una Gibson J-45 del 1939 appartenuta a suo nonno, che Hiland suonava tenendola sdraiata sulle ginocchia come una lap-steel guitar. Fece il suo primo spettacolo televisivo all'età di sette anni e vinse il concorso Talent America a dieci, ottenendo la possibilità di esibirsi a New York. Inoltre fondò una piccola band con influenze bluegrass insieme alla sorella e al fratello, chiamata The Three Js.
Quando aveva circa dieci anni i genitori lo portarono a vedere Ricky Skaggs, e questo concerto lo ispirò a suonare country elettrico. Così, quando ne aveva tredici il padre gli comprò una Fender Stratocaster e un amplificatore Peavey Stereo Chorus 130. Poco dopo avergli comprato la Stratocaster, il padre lo portò da un signore di nome Billy Pearce, a Bangor nel Maine, da cui prese otto lezioni di teoria musicale, che rappresentano praticamente tutta la conoscenza teorica di Hiland, che invece preferì di gran lunga fare pratica sullo strumento studiando tutti i brani che poteva dalla Top 40 di musica country.
A quindici anni si unì ad una country band chiamata Standing Room Only, sempre nel Maine. Nello stesso anno, vinse il premio come strumentista dell'anno per la Down East Country Music Association nelle categorie chitarra, banjo, mandolino e violino, e anche come voce maschile dell'anno.
Ottenne ottimi risultati anche a scuola, soprattutto per accontentare i genitori che gli dicevano: "If you don't pay, you don't play!" ("Se non fai i tuoi compiti, non suoni!"). In seguito andò all'università del Southern Maine, perché voleva laurearsi in storia e insegnare. Ma un giorno, durante il terzo anno, capì che quello che voleva fare veramente era suonare la chitarra, e così decise di mollare tutto il resto.
Si trasferì quindi a Nashville, all'età di ventuno anni, e poco dopo iniziò a suonare nella band di Don Kelly e nella Robert's Western Wear, fino a quando non incontrò Mac Wilson, che divenne il suo manager. Su proposta di quest'ultimo, Hiland iniziò a tenere lezioni nelle università e si fece conoscere tra gli studenti di chitarra.
Wilson, che conosceva Bruce Boland, vicepresidente della Fender, lo invitò a veder suonare Hiland a Washington. Pochi giorni dopo a Hiland venne proposto un contratto con la Fender, diventando così il primo chitarrista senza contratto discografico al quale la Fender abbia mai proposto un endorsement; mentre di solito, per ottenere un contratto del genere, bisogna che un chitarrista abbia venduto almeno centomila copie. Venne quindi costruita una chitarra Signature con il suo nome, nello specifico una Fender Telecaster colore Gold Sparkle con 3 pick-up Joe Barden.
Hiland intanto formò la Johnny Hiland Band, e mentre faceva le prove per uno spettacolo a Nashville, iniziò ad improvvisare su Swinging the Strings. Wilson chiamò al telefono Steve Vai e gli lasciò in segreteria un po' della jam session, e Vai lo richiamò chiedendogli chi fosse il ragazzo. Così Vai si offrì di fargli avere un contratto discografico con la sua etichetta, la Favored Nations, e Hiland trascorse due anni a scrivere le canzoni per il suo album di debutto, cercando di trovare un suo percorso, uno stile personale come chitarrista, e ottenne un suono ibrido tra il country e il blues.
Durante il periodo di preparazione del disco, partecipò  come ospite al concerto del G3 a Nashville, svoltosi il 27 ottobre 2003 al Ryman Auditorium. In questa occasione suonò sul palco insieme a Joe Satriani, Steve Vai, Yngwie Malmsteen e Neal Schon, l'altro ospite della serata.
Il suo primo album, registrato ai Mothership Studios di Hollywood, uscì il 10 agosto 2004 e venne intitolato semplicemente Johnny Hiland. La produzione fu affidata a Peter Collins. La chitarra (e il mandolino) di Hiland fu affiancata dal basso di Billy Sheehan, dalla batteria di Pat Torpey (entrambi ex-componenti dei Mr. Big) e dal sassofono e dalla tastiera di Billy Holloman (già al fianco di Danny Gatton).
Durante il tour di promozione del disco in radio e TV, Hiland e Wilson fecero visita alla fabbrica della PRS Guitars e dopo l'incontro con l'executive board della PRS, Hiland firmò un contratto di endorsement e venne sviluppato un modello su sue specifiche: manico avvitato in acero, tastiera con diapason di 25 pollici e 24 tasti, corpo in mogano con top in acero, tremolo standard e due humbucker splittabili.

## Discografia
- 2004 - Johnny Hiland
- 2007 - Loud and Proud
- 2011 - All Fired Up